# 스킨 (음악가)
스킨(Skin, 1967년 8월 3일 ~ )은 잉글랜드의 가수로, 스컹크 아난시의 일원이다. 그녀는 다양한 사회 및 경제 문제에 대해 정치에서 자신의 의견을 표명했으며 공개적으로 브렉시트에 반대하는 발언을 했다.